# Towarzystwo Przyjaciół Skierniewic
Towarzystwo Przyjaciół Skierniewic powstało w 1977 r. Dalej kontynuuje istniejące w latach 1936-1938 Towarzystwo Przyjaciół Skierniewic i Okolic. Towarzystwo zajmuje się popularyzacją przede wszystkim samego miasta jak i ludzi z nim związanych. Dzięki staraniom Towarzystwa na przełomie lat siedemdziesiątych i osiemdziesiątych w mieście odbywały się koncerty muzyki klasycznej, zwane "Skierniewickimi Pałacowymi Wieczorami Muzycznymi", na których gościli m.in.: Władysław Szpilman, Wanda Wiłkomirska, Piotr Paleczny, Andrzej Kulka.
Misją Towarzystwa jest kultywowanie historycznych tradycji regionu. Towarzystwo Przyjaciół Skierniewic opiekuje się zabytkowymi cmentarzami Skierniewic pod nazwą: "Ocalić od Zapomnienia".
Towarzystwo prowadzi również działalność wydawniczą związaną z historią miasta Skierniewic. Dzięki staraniom Towarzystwa otworzono Izbę Historii Skierniewic 17 lutego 1987 roku w 530 rocznicę nadania Skierniewicom praw miejskich.